# Bartosz Bereszyński
Bartosz Bereszyński (Poznań, 12 luglio 1992) è un calciatore polacco, difensore svincolato della nazionale polacca.

## Caratteristiche tecniche
Terzino destro, si distingue per la grande corsa e la spinta che fornisce in fase offensiva con buone doti di impostazione.

## Carriera

### Club

#### Gli inizi: Lech Poznan e Legia Varsavia
Nel gennaio 2013, Bereszyński passa dal Lech Poznań al Legia Varsavia, dove rimane quattro anni.

#### Sampdoria prestito al Napoli e all'Empoli
Il 4 gennaio 2017, viene ufficializzato il suo passaggio a titolo definitivo alla Sampdoria, dove sceglie la maglia numero 24, per due milioni di euro, con un contratto fino al 30 giugno 2021.
Esordisce con la maglia della Sampdoria in occasione degli ottavi di finale di Coppa Italia nella partita persa 4-0 contro la Roma, giocando dal primo minuto. Trova spazio sin da subito da terzino destro divenendo titolare, e il 27 aprile 2018 prolunga con il club ligure fino al 2023. Trova il suo primo gol con i blucerchiati alla centoventesima presenza in Serie A il 7 marzo 2021 in occasione del pareggio per 2-2 contro il Cagliari, tornando anche al gol dopo quasi 7 anni di astinenza.
Il 7 gennaio 2023, Bereszyński si trasferisce in prestito semestrale al Napoli, con diritto di riscatto fissato a 1,8 milioni di euro, nell'ambito di un'operazione di mercato che vede Alessandro Zanoli compiere il percorso opposto (ma in prestito secco). Esordisce con la maglia del Napoli il 17 gennaio 2023, nella partita di Coppa Italia persa 6-7 (dtr) contro la Cremonese. Pur rimanendo riserva di Giovanni Di Lorenzo per il resto del campionato, il terzino fa parte della rosa partenopea che conquista lo scudetto, terzo titolo nazionale nella storia della società. Il 14 maggio invece esordisce in Serie A con gli azzurri nella sconfitta per 2-0 contro il Monza.
A fine prestito fa ritorno alla Samp, con cui, il 19 agosto 2023, esordisce in Serie B nel successo per 1-2 contro la Ternana, indossando la fascia da capitano. Tre giorni dopo viene ceduto in prestito in Serie A all'Empoli.
Fa il suo esordio con i toscani il 3 settembre successivo, nella partita di Serie A, persa per 2-0, contro la Juventus.

### Nazionale
Debutta con la nazionale maggiore polacca il 4 giugno 2013, in occasione dell'amichevole vinta 2-0 contro il Liechtenstein.
Diventa titolare della sua nazionale a partire dal novembre 2017, venendo poi convocato ai Mondiali 2018.
Nel novembre del 2022, viene incluso dal CT Czesław Michniewicz nella rosa polacca partecipante ai Mondiali di calcio in Qatar.

## Statistiche

### Presenze e reti nei club
Statistiche aggiornate al 4 maggio 2025.
| Stagione              | Squadra               | Campionato            | Campionato | Campionato | Coppe nazionali | Coppe nazionali | Coppe nazionali | Coppe continentali | Coppe continentali | Coppe continentali | Altre coppe | Altre coppe | Altre coppe | Totale | Totale |
| Stagione              | Squadra               | Comp                  | Pres       | Reti       | Comp            | Pres            | Reti            | Comp               | Pres               | Reti               | Comp        | Pres        | Reti        | Pres   | Reti   |
| --------------------- | --------------------- | --------------------- | ---------- | ---------- | --------------- | --------------- | --------------- | ------------------ | ------------------ | ------------------ | ----------- | ----------- | ----------- | ------ | ------ |
| 2009-2010             | Lech Poznań           | EK                    | 2          | 0          | CP              | 0               | 0               | -                  | -                  | -                  | -           | -           | -           | 2      | 0      |
| 2010-2011             | Lech Poznań           | EK                    | 0          | 0          | CP              | 0               | 0               | UCL+UEL            | 0                  | 0                  | -           | -           | -           | 0      | 0      |
| 2011-2012             | Warta Poznań          | 1L                    | 27         | 1          | CP              | 0               | 0               | -                  | -                  | -                  | -           | -           | -           | 27     | 1      |
| 2012-feb. 2013        | Lech Poznań           | EK                    | 11         | 1          | CP              | 1               | 0               | UEL                | 3                  | 0                  | -           | -           | -           | 15     | 1      |
| Totale Lech Poznan    | Totale Lech Poznan    | Totale Lech Poznan    | 13         | 1          |                 | 1               | 0               |                    | 3                  | 0                  |             | -           | -           | 17     | 1      |
| feb.-giu. 2013        | Legia Varsavia        | EK                    | 12         | 0          | CP              | 0               | 0               | -                  | -                  | -                  | -           | -           | -           | 12     | 0      |
| 2013-2014             | Legia Varsavia        | EK                    | 18         | 1          | CP              | 1               | 0               | UCL+UEL            | 5+3                | 0                  | -           | -           | -           | 27     | 1      |
| 2014-2015             | Legia Varsavia        | EK                    | 16         | 0          | CP              | 2               | 0               | UCL+UEL            | 1+0                | 0                  | SP          | 1           | 0           | 20     | 0      |
| 2015-2016             | Legia Varsavia        | EK                    | 16         | 0          | CP              | 4               | 0               | UEL                | 8                  | 0                  | SP          | 0           | 0           | 28     | 0      |
| 2016-gen. 2017        | Legia Varsavia        | EK                    | 11         | 0          | CP              | 0               | 0               | UCL                | 9                  | 0                  | SP          | 1           | 0           | 21     | 0      |
| Totale Legia Varsavia | Totale Legia Varsavia | Totale Legia Varsavia | 73         | 1          |                 | 7               | 0               |                    | 26                 | 0                  |             | 2           | 0           | 108    | 1      |
| gen.-giu. 2017        | Sampdoria             | A                     | 13         | 0          | CI              | 1               | 0               | -                  | -                  | -                  | -           | -           | -           | 14     | 0      |
| 2017-2018             | Sampdoria             | A                     | 31         | 0          | CI              | 0               | 0               | -                  | -                  | -                  | -           | -           | -           | 31     | 0      |
| 2018-2019             | Sampdoria             | A                     | 27         | 0          | CI              | 1               | 0               | -                  | -                  | -                  | -           | -           | -           | 28     | 0      |
| 2019-2020             | Sampdoria             | A                     | 28         | 0          | CI              | 1               | 0               | -                  | -                  | -                  | -           | -           | -           | 29     | 0      |
| 2020-2021             | Sampdoria             | A                     | 31         | 1          | CI              | 1               | 0               | -                  | -                  | -                  | -           | -           | -           | 32     | 1      |
| 2021-2022             | Sampdoria             | A                     | 35         | 0          | CI              | 2               | 0               | -                  | -                  | -                  | -           | -           | -           | 37     | 0      |
| 2022-gen. 2023        | Sampdoria             | A                     | 14         | 0          | CI              | 1               | 0               | -                  | -                  | -                  | -           | -           | -           | 15     | 0      |
| gen.-giu. 2023        | Napoli                | A                     | 3          | 0          | CI              | 1               | 0               | UCL                | 0                  | 0                  | -           | -           | -           | 4      | 0      |
| ago. 2023             | Sampdoria             | B                     | 1          | 0          | CI              | 1               | 0               | -                  | -                  | -                  | -           | -           | -           | 2      | 0      |
| ago. 2023-2024        | Empoli                | A                     | 24         | 0          | CI              | 0               | 0               | -                  | -                  | -                  | -           | -           | -           | 24     | 0      |
| 2024-2025             | Sampdoria             | B                     | 21         | 0          | CI              | 2               | 0               | -                  | -                  | -                  | -           | -           | -           | 23     | 0      |
| Totale Sampdoria      | Totale Sampdoria      | Totale Sampdoria      | 201        | 1          |                 | 10              | 0               |                    | -                  | -                  |             | -           | -           | 211    | 1      |
| Totale carriera       | Totale carriera       | Totale carriera       | 342        | 4          |                 | 19              | 0               |                    | 29                 | 0                  |             | 2           | 0           | 392    | 4      |

### Cronologia presenze e reti in nazionale
| Cronologia completa delle presenze e delle reti in nazionale ― Polonia | Cronologia completa delle presenze e delle reti in nazionale ― Polonia | Cronologia completa delle presenze e delle reti in nazionale ― Polonia | Cronologia completa delle presenze e delle reti in nazionale ― Polonia | Cronologia completa delle presenze e delle reti in nazionale ― Polonia | Cronologia completa delle presenze e delle reti in nazionale ― Polonia | Cronologia completa delle presenze e delle reti in nazionale ― Polonia | Cronologia completa delle presenze e delle reti in nazionale ― Polonia |
| Data                                                                   | Città                                                                  | In casa                                                                | Risultato                                                              | Ospiti                                                                 | Competizione                                                           | Reti                                                                   | Note                                                                   |
| ---------------------------------------------------------------------- | ---------------------------------------------------------------------- | ---------------------------------------------------------------------- | ---------------------------------------------------------------------- | ---------------------------------------------------------------------- | ---------------------------------------------------------------------- | ---------------------------------------------------------------------- | ---------------------------------------------------------------------- |
| 4-6-2013                                                               | Cracovia                                                               | Polonia                                                                | 2 – 0                                                                  | Liechtenstein                                                          | Amichevole                                                             | -                                                                      | 46’                                                                    |
| 18-1-2014                                                              | Cracovia                                                               | Polonia                                                                | 3 – 0                                                                  | Norvegia                                                               | Amichevole                                                             | -                                                                      | 73’                                                                    |
| 14-11-2016                                                             | Varsavia                                                               | Polonia                                                                | 1 – 1                                                                  | Slovenia                                                               | Amichevole                                                             | -                                                                      |                                                                        |
| 5-10-2017                                                              | Erevan                                                                 | Armenia                                                                | 1 – 6                                                                  | Polonia                                                                | Qual. Mondiali 2018                                                    | -                                                                      |                                                                        |
| 8-10-2017                                                              | Varsavia                                                               | Polonia                                                                | 4 – 2                                                                  | Montenegro                                                             | Qual. Mondiali 2018                                                    | -                                                                      |                                                                        |
| 10-11-2017                                                             | Varsavia                                                               | Polonia                                                                | 0 – 0                                                                  | Uruguay                                                                | Amichevole                                                             | -                                                                      |                                                                        |
| 8-6-2018                                                               | Poznań                                                                 | Polonia                                                                | 2 – 2                                                                  | Cile                                                                   | Amichevole                                                             | -                                                                      | 82’                                                                    |
| 12-6-2018                                                              | Varsavia                                                               | Polonia                                                                | 4 – 0                                                                  | Lituania                                                               | Amichevole                                                             | -                                                                      |                                                                        |
| 19-6-2018                                                              | Mosca                                                                  | Polonia                                                                | 1 – 2                                                                  | Senegal                                                                | Mondiali 2018 - 1º turno                                               | -                                                                      | 83’                                                                    |
| 24-6-2018                                                              | Kazan'                                                                 | Polonia                                                                | 0 – 3                                                                  | Colombia                                                               | Mondiali 2018 - 1º turno                                               | -                                                                      | 73’                                                                    |
| 28-6-2018                                                              | Volgograd                                                              | Giappone                                                               | 0 – 1                                                                  | Polonia                                                                | Mondiali 2018 - 1º turno                                               | -                                                                      |                                                                        |
| 6-9-2018                                                               | Bologna                                                                | Italia                                                                 | 1 – 1                                                                  | Polonia                                                                | UEFA Nations League 2018-2019 - 1º turno                               | -                                                                      |                                                                        |
| 11-10-2018                                                             | Chorzów                                                                | Polonia                                                                | 2 – 3                                                                  | Portogallo                                                             | UEFA Nations League 2018-2019 - 1º turno                               | -                                                                      | 46’                                                                    |
| 14-10-2018                                                             | Chorzów                                                                | Polonia                                                                | 0 – 1                                                                  | Italia                                                                 | UEFA Nations League 2018-2019 - 1º turno                               | -                                                                      |                                                                        |
| 15-11-2018                                                             | Danzica                                                                | Polonia                                                                | 0 – 1                                                                  | Rep. Ceca                                                              | Amichevole                                                             | -                                                                      |                                                                        |
| 20-11-2018                                                             | Guimarães                                                              | Portogallo                                                             | 1 – 1                                                                  | Polonia                                                                | UEFA Nations League 2018-2019 - 1º turno                               | -                                                                      |                                                                        |
| 21-3-2019                                                              | Vienna                                                                 | Austria                                                                | 0 – 1                                                                  | Polonia                                                                | Qual. Euro 2020                                                        | -                                                                      | 54’                                                                    |
| 7-6-2019                                                               | Skopje                                                                 | Macedonia del Nord                                                     | 0 – 1                                                                  | Polonia                                                                | Qual. Euro 2020                                                        | -                                                                      |                                                                        |
| 10-6-2019                                                              | Varsavia                                                               | Polonia                                                                | 4 – 0                                                                  | Israele                                                                | Qual. Euro 2020                                                        | -                                                                      |                                                                        |
| 6-9-2019                                                               | Lubiana                                                                | Slovenia                                                               | 2 – 0                                                                  | Polonia                                                                | Qual. Euro 2020                                                        | -                                                                      |                                                                        |
| 9-9-2019                                                               | Varsavia                                                               | Polonia                                                                | 0 – 0                                                                  | Austria                                                                | Qual. Euro 2020                                                        | -                                                                      |                                                                        |
| 13-10-2019                                                             | Varsavia                                                               | Polonia                                                                | 2 – 0                                                                  | Macedonia del Nord                                                     | Qual. Euro 2020                                                        | -                                                                      |                                                                        |
| 4-9-2020                                                               | Amsterdam                                                              | Paesi Bassi                                                            | 1 – 0                                                                  | Polonia                                                                | UEFA Nations League 2020-2021 - 1º turno                               | -                                                                      |                                                                        |
| 7-10-2020                                                              | Danzica                                                                | Polonia                                                                | 5 – 1                                                                  | Finlandia                                                              | Amichevole                                                             | -                                                                      | 62’                                                                    |
| 11-10-2020                                                             | Danzica                                                                | Polonia                                                                | 0 – 0                                                                  | Italia                                                                 | UEFA Nations League 2020-2021 - 1º turno                               | -                                                                      | 35’                                                                    |
| 14-10-2020                                                             | Breslavia                                                              | Polonia                                                                | 3 – 0                                                                  | Bosnia ed Erzegovina                                                   | UEFA Nations League 2020-2021 - 1º turno                               | -                                                                      | 72’                                                                    |
| 11-11-2020                                                             | Chorzów                                                                | Polonia                                                                | 2 – 0                                                                  | Ucraina                                                                | Amichevole                                                             | -                                                                      | 78’                                                                    |
| 15-11-2020                                                             | Reggio Emilia                                                          | Italia                                                                 | 2 – 0                                                                  | Polonia                                                                | UEFA Nations League 2020-2021 - 1º turno                               | -                                                                      |                                                                        |
| 25-3-2021                                                              | Budapest                                                               | Ungheria                                                               | 3 – 3                                                                  | Polonia                                                                | Qual. Mondiali 2022                                                    | -                                                                      | 49’                                                                    |
| 28-3-2021                                                              | Varsavia                                                               | Polonia                                                                | 3 – 0                                                                  | Andorra                                                                | Qual. Mondiali 2022                                                    | -                                                                      | 60’                                                                    |
| 31-3-2021                                                              | Londra                                                                 | Inghilterra                                                            | 2 – 1                                                                  | Polonia                                                                | Qual. Mondiali 2022                                                    | -                                                                      |                                                                        |
| 1-6-2021                                                               | Breslavia                                                              | Polonia                                                                | 1 – 1                                                                  | Russia                                                                 | Amichevole                                                             | -                                                                      | 56’                                                                    |
| 14-6-2021                                                              | San Pietroburgo                                                        | Polonia                                                                | 1 – 2                                                                  | Slovacchia                                                             | Euro 2020 - 1º turno                                                   | -                                                                      |                                                                        |
| 19-6-2021                                                              | Siviglia                                                               | Spagna                                                                 | 1 – 1                                                                  | Polonia                                                                | Euro 2020 - 1º turno                                                   | -                                                                      |                                                                        |
| 23-6-2021                                                              | San Pietroburgo                                                        | Svezia                                                                 | 3 – 2                                                                  | Polonia                                                                | Euro 2020 - 1º turno                                                   | -                                                                      |                                                                        |
| 2-9-2021                                                               | Varsavia                                                               | Polonia                                                                | 4 – 1                                                                  | Albania                                                                | Qual. Mondiali 2022                                                    | -                                                                      | 32’                                                                    |
| 9-10-2021                                                              | Varsavia                                                               | Polonia                                                                | 5 – 0                                                                  | San Marino                                                             | Qual. Mondiali 2022                                                    | -                                                                      | 65’                                                                    |
| 12-10-2021                                                             | Tirana                                                                 | Albania                                                                | 0 – 1                                                                  | Polonia                                                                | Qual. Mondiali 2022                                                    | -                                                                      | 90’                                                                    |
| 12-11-2021                                                             | Andorra la Vella                                                       | Andorra                                                                | 1 – 4                                                                  | Polonia                                                                | Qual. Mondiali 2022                                                    | -                                                                      |                                                                        |
| 29-3-2022                                                              | Chorzów                                                                | Polonia                                                                | 2 – 0                                                                  | Svezia                                                                 | Qual. Mondiali 2022                                                    | -                                                                      |                                                                        |
| 1-6-2022                                                               | Breslavia                                                              | Polonia                                                                | 2 – 1                                                                  | Galles                                                                 | UEFA Nations League 2022-2023 - 1º turno                               | -                                                                      |                                                                        |
| 8-6-2022                                                               | Bruxelles                                                              | Belgio                                                                 | 6 – 1                                                                  | Polonia                                                                | UEFA Nations League 2022-2023 - 1º turno                               | -                                                                      | 46’                                                                    |
| 11-6-2022                                                              | Rotterdam                                                              | Paesi Bassi                                                            | 2 – 2                                                                  | Polonia                                                                | UEFA Nations League 2022-2023 - 1º turno                               | -                                                                      |                                                                        |
| 22-9-2022                                                              | Varsavia                                                               | Polonia                                                                | 0 – 2                                                                  | Paesi Bassi                                                            | UEFA Nations League 2022-2023 - 1º turno                               | -                                                                      | 79’                                                                    |
| 25-9-2022                                                              | Cardiff                                                                | Galles                                                                 | 0 – 1                                                                  | Polonia                                                                | UEFA Nations League 2022-2023 - 1º turno                               | -                                                                      | 88’ 90’                                                                |
| 16-11-2022                                                             | Varsavia                                                               | Polonia                                                                | 1 – 0                                                                  | Cile                                                                   | Amichevole                                                             | -                                                                      | 46’                                                                    |
| 22-11-2022                                                             | Doha                                                                   | Messico                                                                | 0 – 0                                                                  | Polonia                                                                | Mondiali 2022 - 1º turno                                               | -                                                                      |                                                                        |
| 26-11-2022                                                             | Al Rayyan                                                              | Polonia                                                                | 2 – 0                                                                  | Arabia Saudita                                                         | Mondiali 2022 - 1º turno                                               | -                                                                      |                                                                        |
| 30-11-2022                                                             | Doha                                                                   | Polonia                                                                | 0 – 2                                                                  | Argentina                                                              | Mondiali 2022 - 1º turno                                               | -                                                                      | 72’                                                                    |
| 4-12-2022                                                              | Doha                                                                   | Francia                                                                | 3 – 1                                                                  | Polonia                                                                | Mondiali 2022 - Ottavi di finale                                       | -                                                                      | 47’                                                                    |
| 16-6-2023                                                              | Varsavia                                                               | Polonia                                                                | 1 – 0                                                                  | Germania                                                               | Amichevole                                                             | -                                                                      | 72’                                                                    |
| 20-6-2023                                                              | Chișinău                                                               | Moldavia                                                               | 3 – 2                                                                  | Polonia                                                                | Qual. Euro 2024                                                        | -                                                                      | 64’                                                                    |
| 7-9-2023                                                               | Varsavia                                                               | Polonia                                                                | 2 – 0                                                                  | Fær Øer                                                                | Qual. Euro 2024                                                        | -                                                                      | 59’                                                                    |
| 10-9-2023                                                              | Tirana                                                                 | Albania                                                                | 2 – 0                                                                  | Polonia                                                                | Qual. Euro 2024                                                        | -                                                                      | 45+8’ 70’                                                              |
| 7-6-2024                                                               | Varsavia                                                               | Polonia                                                                | 3 – 1                                                                  | Ucraina                                                                | Amichevole                                                             | -                                                                      | 61’                                                                    |
| 16-6-2024                                                              | Amburgo                                                                | Polonia                                                                | 1 – 2                                                                  | Paesi Bassi                                                            | Euro 2024 - 1º turno                                                   | -                                                                      | 86’                                                                    |
| 15-11-2024                                                             | Porto                                                                  | Portogallo                                                             | 5 – 1                                                                  | Polonia                                                                | UEFA Nations League 2024-2025 - 1º turno                               | -                                                                      | 32’                                                                    |
| 24-3-2025                                                              | Varsavia                                                               | Polonia                                                                | 2 – 0                                                                  | Malta                                                                  | Qual. Mondiali 2026                                                    | -                                                                      | 87’                                                                    |
| Totale                                                                 |                                                                        | Presenze                                                               | 58                                                                     |                                                                        | Reti                                                                   | 0                                                                      |                                                                        |

| Cronologia completa delle presenze e delle reti in nazionale ― Polonia under 21 | Cronologia completa delle presenze e delle reti in nazionale ― Polonia under 21 | Cronologia completa delle presenze e delle reti in nazionale ― Polonia under 21 | Cronologia completa delle presenze e delle reti in nazionale ― Polonia under 21 | Cronologia completa delle presenze e delle reti in nazionale ― Polonia under 21 | Cronologia completa delle presenze e delle reti in nazionale ― Polonia under 21 | Cronologia completa delle presenze e delle reti in nazionale ― Polonia under 21 | Cronologia completa delle presenze e delle reti in nazionale ― Polonia under 21 |
| Data                                                                            | Città                                                                           | In casa                                                                         | Risultato                                                                       | Ospiti                                                                          | Competizione                                                                    | Reti                                                                            | Note                                                                            |
| ------------------------------------------------------------------------------- | ------------------------------------------------------------------------------- | ------------------------------------------------------------------------------- | ------------------------------------------------------------------------------- | ------------------------------------------------------------------------------- | ------------------------------------------------------------------------------- | ------------------------------------------------------------------------------- | ------------------------------------------------------------------------------- |
| 23-3-2013                                                                       | Siedlce                                                                         | Polonia under 21                                                                | 3 – 0                                                                           | Lituania under 21                                                               | Amichevole                                                                      | -                                                                               |                                                                                 |
| 26-3-2013                                                                       | Legionowo                                                                       | Polonia under 21                                                                | 4 – 1                                                                           | Lettonia under 21                                                               | Amichevole                                                                      | -                                                                               | 75’                                                                             |
| 15-11-2013                                                                      | Ta' Qali                                                                        | Malta under 21                                                                  | 1 – 5                                                                           | Polonia under 21                                                                | Qual. Europeo Under-21 2017                                                     | -                                                                               |                                                                                 |
| 4-6-2014                                                                        | Cracovia                                                                        | Polonia under 21                                                                | 1 – 0                                                                           | Bosnia ed Erzegovina under 21                                                   | Amichevole                                                                      | -                                                                               | 62’                                                                             |
| 9-9-2014                                                                        | Katerini                                                                        | Grecia under 21                                                                 | 3 – 1                                                                           | Polonia under 21                                                                | Qual. Europeo Under-21 2017                                                     | -                                                                               | 89’                                                                             |
| Totale                                                                          |                                                                                 | Presenze                                                                        | 5                                                                               |                                                                                 | Reti                                                                            | 0                                                                               |                                                                                 |

## Palmarès

### Club

#### Competizioni nazionali
- Campionato polacco: 4

Lech Poznań: 2009-2010
Legia Varsavia: 2012-2013, 2013-2014, 2015-2016
- Coppa di Polonia: 3

Legia Varsavia: 2012-2013, 2014-2015, 2015-2016
- Campionato italiano: 1

Napoli: 2022-2023